# Centro Universitário da Grande Dourados
Centro Universitário da Grande Dourados (Unigran) é uma instituição privada que se localiza na cidade de Dourados, Mato Grosso do Sul, Brasil.

## Origem
Na década de 70 surgiu na região da Grande Dourados a necessidade de proporcionar à sociedade crescente e em ascensão, formação educacional superior, a fim de elevar o seu nível profissional, cultural e social. Poucos eram os estudantes que tinham possibilidades de mudança para outros Estados, com o propósito de adquirirem a formação que almejavam e que a região necessitava. A Instituição surgia pioneira, com o propósito de proporcionar ensino superior de qualidade, para formar profissionais que atenderiam essa carência da região.
Assim, a Mantenedora idealizou para Dourados a criação do Centro Universitário da Grande Dourados que trouxe a concretização dos sonhos de muitos jovens e famílias da região, ao oferecer cursos de graduação e proporcionar o desenvolvimento educacional e intelectual em uma região que estava em acentuado crescimento populacional.
Competência e atualização científica trouxeram prestígio e respeito para a UNIGRAN, dando-lhe respaldo para que fosse criado um projeto audacioso, principalmente para uma cidade do interior: - construir um campus próprio, criar outros cursos de graduação, atuar ostensivamente em atividades de extensão e de pesquisa, ampliando seu potencial.
Nos anos seguintes novos cursos foram implantados,  tomaram vulto e se integraram à comunidade por meio de eventos culturais/educacionais promovidos anual e sistematicamente em épocas pré-determinadas no calendário escolar e que já são atividades tradicionais da Instituição como : Semanas Acadêmicas (promovidas por todos os cursos), Congresso  Interdisciplinar da Saúde, Júris Simulados, Cursos de Oratória, Jornada Matemática e, dentre outras atividades promovidas, destacam-se ainda: OLIGRAN - Olimpíada da UNIGRAN; Feira de Informática; e Amostra de Biologia.
Todas essas atividades fazem parte de um macroprojeto institucional para se atingir todas as camadas da sociedade e constituir uma cultura institucional. São, sem dúvida, uma das mais desenvolvidas e são oferecidas não só para os acadêmicos, mas também para a comunidade em geral. Assim, além de propiciar à população o acesso ao saber, proporciona a integração entre a comunidade acadêmica e a população em geral, oferecendo-lhes várias oportunidades de enriquecimento educacional e cultural.
Hoje, com vinte e oito cursos de nível superior, oito cursos de pós-graduação Lato Sensu, um curso de mestrado em ciências da saúde, dezenas de atividades de extensão, cursos de aperfeiçoamento e vários projetos de pesquisa em andamento, a Instituição vem atendendo aos anseios da comunidade local e regional, possibilitando à sua comunidade maior acesso ao saber, consciente de que, só por intermédio da conquista do saber, poderá solucionar seus problemas fundamentais.

## Cursos

### CampusDourados
- Faculdade de Direito
  - Direito
- Faculdade de Ciências Exatas e Agrárias
  - Agronomia
  - Engenharia Civil
  - Engenharia Mecânica
  - Engenharia de Software
  - Medicina Veterinária
- Faculdade de Ciências Humanas e Sociais
  - Administração
  - Administração, ênfase em Agronegócios
  - Arquitetura e Urbanismo
  - Artes Visuais
  - Ciências Contábeis
  - Comunicação Social (Publicidade e Propaganda)
  - Design de Interiores
  - Pedagogia
  - Psicologia
  - Serviço Social
- Faculdade de Ciências da Saúde
  - Biomedicina
  - Ciências Biológicas
  - Educação Física
  - Enfermagem
  - Farmácia
  - Fisioterapia
  - Nutrição
  - Odontologia
- Cursos Tecnológicos
  - Tecnologia em Produção Agrícola
  - Tecnologia em Estética e Cosmetologia
  - Tecnologia em Gestão Imobiliária
  - Tecnologia em Manejo e Nutrição Animal
  - Tecnologia em Produção Publicitária
  - Tecnologia em Desgin de Interiores

### CampusCampo Grande
- Administração
- Arquitetura e Urbanismo
- Biomedicina
- Ciências Contábeis
- Design de Interiores
- Direito
- Educação Física
- Enfermagem
- Estética e Cosmética
- Fisioterapia
- Gestão Ambiental
- Nutrição
- Psicologia
- Radiologia